# 娘DOKYU!
『娘DOKYU!』（むすめドキュ）は、2005年4月4日から2006年9月29日までテレビ東京系列（テレビ東京、テレビ北海道）で平日深夜24:53 - 25:00（JST）に放送されていたハロー!プロジェクトメンバー出演のテレビ番組である。

## 番組概要
番組全体を通して、ハロー!プロジェクトメンバーが一生懸命何かに取り組む様子と各メンバーの近況を放送するドキュメンタリー。趣旨は、「ハロプロメンバーが皆さんの心をドキドキさせる彼女達の魅力がいっぱいな番組娘DOKYU!」。また、Gatas Brilhantes H.P.の模様は全てのクールで放送されており、第1クールで12日分、第2クールで33日分、第3クールで10日分、第4クールで24日分公開されている。なお、金曜日に放送される「ポップジャム」、「音楽戦士 MUSIC FIGHTER」にハロー!プロジェクトメンバーが出演する場合は、一部地域を除いて番組が重なることもある。2006年2月13日放送分はトリノオリンピック特番のため、2006年4月28日放送分も編成の都合によりそれぞれ休止となった。
2005年10月3日から2006年3月24日までは平日夕方17:53 - 18:00にTVQ九州放送でも7日遅れで放送されていた。スポンサーは任天堂、アップフロントワークス（※テレビ東京のみ）。ワールドビジネスサテライトが3分延長になった関係で、テレビ東京系深夜・ミニ帯番組 シリーズと比べ、3分短縮で放送していた。

## 出演者
各グループのメンバーは放送当時のもの。

### ハロー!プロジェクト
- モーニング娘。
  - 高橋愛（2005年4月4日 - 2006年9月1日）
  - 道重さゆみ（2005年4月5日 - 2006年9月1日）
  - 亀井絵里（2005年4月11日 - 2006年9月1日）
  - 紺野あさ美（2005年4月12日 - 2006年7月28日）
  - 田中れいな（2005年5月13日 - 2006年9月1日）
  - 吉澤ひとみ（2005年5月18日 - 2006年9月1日）
  - 藤本美貴（2005年5月18日 - 2006年9月1日）
  - 小川麻琴（2005年6月13日 - 2006年9月1日）
  - 新垣里沙（2005年6月13日 - 2006年9月1日）
  - 久住小春（2005年7月4日 - 2006年9月1日）
- 美勇伝
  - 三好絵梨香（2005年4月6日 - 2006年9月1日）
  - 岡田唯（2005年4月7日 - 2006年9月1日）
  - 石川梨華（2005年5月9日 - 2006年9月1日）
- メロン記念日
  - 斉藤瞳（2005年7月20日 - 2006年9月29日）
  - 柴田あゆみ（2005年7月20日 - 2006年9月29日）
  - 村田めぐみ（2005年8月12日 - 2006年8月28日）
  - 大谷雅恵（2005年8月12日 - 2006年9月29日）
- W
  - 辻希美（2005年7月6日 - 2006年3月29日）
- カントリー娘。
  - 里田まい（2005年7月6日 - 2006年9月29日）
  - あさみ（2005年7月20日 - 2006年6月28日）
  - みうな（2005年7月20日 - 2006年9月15日）
- ココナッツ娘。
  - アヤカ（2006年9月4日 - 6日）
- Berryz工房
  - 夏焼雅（2005年4月4日 - 6月17日）
  - 菅谷梨沙子（2005年4月4日 - 6月17日）
  - 嗣永桃子（2005年4月5日 - 6月8日）
  - 熊井友理奈（2005年4月5日 - 5月18日）
- ハロプロエッグ
  - 是永美記（2005年7月20日 - 2006年3月29日）
- ソロメンバー
  - 後藤真希（2006年5月8日 - 30日）
  - 松浦亜弥（2006年5月8日 - 18日）
  - 矢口真里（2006年5月19日 - 8月15日）
  - 安倍なつみ（2006年5月23日 - 9月19日）
  - 飯田圭織（2006年6月1日・2日）
  - 保田圭（2006年7月11日 - 13日）
  - 中澤裕子（2006年8月23日 - 9月13日）

### 吉本興業
全て第5、6クールの「日常観察ショートドラマ〜絵流田４丁目の人々〜」のみの出演である。
- ハリセンボン
  - 箕輪はるか（2006年5月8日 - 2006年9月11日）
  - 近藤春菜（2006年5月8日 - 2006年9月19日）
- アップダウン
  - 竹森巧（2006年5月8日 - 2006年9月15日）
  - 阿部浩貴（2006年5月25日 - 2006年5月26日）
- カリカ
  - 林克治（2006年5月17日 - 2006年9月13日）
  - 家城啓之（2006年8月11日 - 2006年9月19日）
- ピース
  - 綾部祐二（2006年6月19日 - 2006年6月23日）
  - 又吉直樹（2006年8月18日 - 2006年9月11日）
- バッドボーイズ
  - 大溝清人（2006年5月8日 - 2006年5月15日）
- ジパング上陸作戦
  - チャド・イアン・マレーン（2006年6月6日 - 2006年9月6日）
- Bコース
  - タケト（2006年8月16日）
- ピン芸人
  - 山本吉貴（2006年6月19日 - 2006年7月18日）

## 番組内容
ここでは、3ヶ月（1クール）毎に
- 2005年4月4日 - 7月1日：第1クール
- 2005年7月4日 - 9月30日：第2クール
- 2005年10月3日 - 2006年1月6日：第3クール
- 2006年1月9日 - 3月31日：第4クール
- 2006年4月3日 - 9月29日：第5、6クール

の5つに分けて記述する。各クール毎に放送リストを付記する。

### 第1クール
主にロケの模様が公開された。内容は観光地を散策したり、何かに初挑戦したりする特集が多い。その他に、日本武道館コンサートやGatas Brilhantes H.P.の近況等が放送された。また、メンバー1人が様々なシチュエーションで「娘DOKYU!」と言うタイトルコールと他メンバーや自分に関する話を小声でぶっちゃけるナイショ等のショートコーナーもあった。2005年7月1日放送分はロケの模様が拡大となったため放送されなかった。
モーニング娘。
- 春の公園散歩（2005年4月4日・6日・7日） ※ 高橋愛
- 子供たちとのふれあい（2005年4月5日・7日・8日・19日） ※ 道重さゆみ
- 鎌倉1人旅〜座禅&和菓子作り〜（2005年4月11日・14日・15日・20日・21日） ※亀井絵里
- パン作り・お菓子作り（2005年4月12日 - 13日・18日・25日・27日） ※紺野あさ美
- ガッタス練習・第2回｢フジテレビ739カップ｣の模様（2005年5月18日 - 20日・5月30日 - 6月9日） ※吉澤ひとみ、藤本美貴
- 高尾山の自然水でそば作り（2005年5月23日 - 25日・6月9日 - 14日） ※田中れいな
- ストンプ・ビバップに挑戦（2005年6月20日 - 22日・6月29日 - 7月1日） ※小川麻琴
- 築地市場で食材探し&屋形船でもんじゃ焼き作り（2005年6月23日・24日・27日・28日） ※新垣里沙

美勇伝
- 海釣りと魚料理に挑戦（2005年4月22日・26日・5月2日 - 4日） ※三好絵梨香、岡田唯
- 日本武道館コンサートでの初舞台と「娘。」卒業（2005年5月9日 - 17日） ※石川梨華

Berryz工房
- カレー・バームクーヘン作り（2005年4月28日・29日・5月4日 - 6日） ※嗣永桃子、熊井友理奈
- ふれあい体験&クッキー・アイスクリーム作り（2005年5月26日・27日・6月15日 - 17日） ※夏焼雅、菅谷梨沙子

### 第2クール
ほぼ全てが密着ドキュメンタリーで、毎回ではないが、あるメンバーの近況報告を随所に盛り込んだ物となっている。内容は、教育係と新人、Gatas Brilhantes H.P.、サイボーグしばたの3つに特集を大別出来る。当初は前者2つのどちらかを週3回、もう一方を週2回放送しており、週単位で回数が入れ替わっていた。2005年7月11日放送分からメロン記念日主演ドラマである「闘え!!サイボーグしばた3」の宣伝が始まり、2005年8月12日からその特集が組まれる。告知は、計17日分放送された。
教育係と新人
※道重さゆみ、久住小春　ほか モーニング娘。メンバー
- モーニング娘。教育係の苦悩に完全密着（2005年7月4日・5日）
- モーニング娘。道重さゆみ 教育係奮闘中!（2005年7月11日 - 13日）
- 進化する新人と教育係 モーニング娘。新曲PV密着（2005年7月18日・19日）
- モーニング娘。新人久住 初TV収録に密着（2005年7月27日 - 29日）
- 新人久住と教育係道重 初ツアーに向け猛練習（2005年8月4日・5日）
- 特訓の成果は? 新人久住小春初ツアー密着（2005年8月5日・8月8日・9日）
- モーニング娘。全国ツアーリハーサル 苦悩のメンバーを追う!!（2005年8月19日・8月23日 - 25日）
- ミラクル娘。久住小春初参加 密着!モーニング娘。全国ツアー（2005年9月6日 - 8日）
- モーニング娘。1日移動4100km 完全密着!東名阪握手サーキット（2005年9月13日 - 16日）

ガッタス
※藤本美貴、吉澤ひとみ、紺野あさ美、辻希美、里田まい　ほか Gatas Brilhantes H.P.メンバー
- ガッタス 新たな目標に向かって（2005年7月6日 - 8日）
- 自信と苦悩 ガッタス2人の守護女神（2005年7月14日・15日）
- 見えた成果と課題 ガッタスを進化させた初合宿（2005年7月20日）
- 目標は空よりも高く･･･ ガッタス連覇に向け猛練習（2005年7月21日・22日）
- 連覇に向けて最終調整 ガッタス対外試合（2005年7月25日・26日）
- 歓喜の笑顔再び･･･ ガッタス大会連覇への軌跡（2005年8月1日 - 3日・10日・16日・17日）
- ガッタスの秘密兵器辻希美 攻める守護女神への道（2005年8月10日・11日）
- 守護女神辻希美 新たなデビュー（2005年8月15日）
- ガッタスの新たな目標 真夏の女王決定戦リーグ（2005年8月26日）
- 大混戦! 真夏の女王決定戦リーグ（2005年8月29日 - 9月1日）
- 大混戦!芸能人女子フットサル 密着!真夏の女王決定戦（2005年9月9日）
- 激戦!芸能人女子フットサル 真夏の女王決定戦リーグ（2005年9月20日 - 23日・9月27日 - 30日）

サイボーグしばた
※道重さゆみ、紺野あさ美、斉藤瞳、村田めぐみ、大谷雅恵、柴田あゆみ、里田まい
- 闘え!!サイボーグしばた3 撮影初日に大密着（2005年8月12日）
- 闘え!!サイボーグしばた3 撮影2日目 に大密着（2005年8月18日）
- 闘え!!サイボーグしばた3 撮影3日目&4日目 に大密着（2005年8月22日）
- 闘え!!サイボーグしばた3 撮影最終日 に大密着（2005年9月2日・9月5日・9月12日）
- 闘え!!サイボーグしばた3 見どころ大放出!（2005年9月19日）
- 闘え!!サイボーグしばた3 上映会〜秋風に吹かれて〜（2005年9月26日）

### 第3クール
概ね週交替でモーニング娘。のメンバーが変わる。予め前週のメンバーが与えた指令をクリアして行く模様を放送した。メンバーはある一室でカメラに向かって一人喋りを行う。一部のメンバーはロケを行って同様のことをした時も有った。ここでもGatas Brilhantes H.P.の密着ドキュメンタリーが放送されている。第2クールとは違い、毎回ではないがメンバーの近況報告をテロップで流し、それを声優がナレーションする形を採っている。
モーニング娘。
- フリースロー勝負・コンサート写真集紹介（2005年10月3日 - 7日） ※新垣里沙
- 早口言葉・故郷の人々と福井弁でトーク（2005年10月7日・10月10日 - 14日） ※高橋愛
- たこ焼き作り・得意な話題で早口トーク（2005年10月14日・10月17日 - 21日） ※紺野あさ美
- 昔の写真披露・弁当作り（2005年10月24日 - 28日 ・10月31日・11月1日） ※道重さゆみ
- 弁当試食・一発ギャグ（2005年11月1日 - 4日・11月7日・8日） ※亀井絵里
- 特技を披露・ミラクルを起こす（2005年11月23日 - 29日） ※久住小春
- 英会話・手作り紙芝居（2005年11月29日 - 12月9日） ※藤本美貴
- 多くの絶叫マシーンに乗る（2005年12月9日 - 16日） ※田中れいな
- 特製カレー作り（2005年12月16日 - 22日） ※小川麻琴
- 女性らしいことに挑戦（2005年12月22日 - 2006年1月6日） ※吉澤ひとみ

ガッタス
※紺野あさ美、吉澤ひとみ、石川梨華、里田まい、柴田あゆみ、藤本美貴　ほか Gatas Brilhantes H.P.メンバー
- 全開!ガッタススピリッツ 密着「第2回すかいらーくグループCUP」（2005年11月9日 - 16日）
- ぶつかり合って深めた時 今明かされるガッタススピリッツ（2005年11月10日・11日）
- 密着「第2回すかいらーくグループCUP」 決勝VSミスマガジン（2005年11月17日 - 22日）

### 第4クール
概ね週交替でモーニング娘。のあるメンバーにスポットを当て、そのメンバーが何かに挑戦する姿を描く。挑戦の内容には、ミュージカルやコンサート等モーニング娘。本来の活動に直接関係する物とそうでない物が有り、第1クールと第2クールの中間的な性質を持ったクールであると言える。このクールでは恒例のGatas Brilhantes H.P.に加え、メトロラビッツH.P.のドキュメンタリーも放送された。
ガッタス
※紺野あさ美、吉澤ひとみ、石川梨華、里田まい、柴田あゆみ、藤本美貴　ほか Gatas Brilhantes H.P.メンバー
- メンバーが語る スフィアリーグ開幕戦舞台裏（2006年1月9日 - 17日）
- Gyaoカップの舞台裏（2006年1月27日 - 2月10日）
- スポーツフェスティバルでの対十条F.C戦へ向けての密着取材（2006年2月27日 - 3月2日・8日・9日・15日 - 17日）
- スポーツフェスティバルでの対十条F.C戦（2006年3月27日 - 29日）

モーニング娘。
- ミュージカルリボンの騎士へ向けての特訓（2006年1月18日 - 20日・2月10日 - 16日）※亀井絵里
- コンサートでの新曲への挑戦（2006年1月23日 - 27日）※久住小春（小川麻琴）
- 英語の歌に挑戦（2006年2月10日、17日 - 24日）※藤本美貴
- ミュージカルレッスンの本格スタート（2006年3月20日 - 24日）※全員（美勇伝を含む）

メトロ ラビッツH.P
※ 高橋愛（キャプテン）、小川麻琴、新垣里沙、亀井絵里、道重さゆみ、田中れいな、久住小春、三好絵梨香、岡田唯
- キックベースボールに挑戦（2006年3月3日 - 7日・10日 - 14日・17日）
- スポーツフェスティバルでの初試合（2006年3月30日 - 31日）

### 第5、6クール
2006年5月5日までは第4クールの延長と捉えることが出来る内容である。5月8日からはモーニング娘。を離れて、ハロー!プロジェクトの年長メンバーであるエルダークラブによる「日常観察ショートドラマ 〜絵流田4丁目の人々～」を放送しており、過去のクールとは趣の大きく異なる物となっている。また、夏にモーニング娘。を卒業する紺野あさ美と小川麻琴やメトロラビッツH.P.の密着ドキュメンタリーも娘DOKYU! EXTRAとして放送されている。このクール迄ビックカメラもスポンサーだった。2006年9月20日から29日までの8回分は絵流田4丁目の総集編を放送した。メロン記念日（村田めぐみを除く）と里田まいがMCとなり、あるスタジオで絵流田4丁目に登場する人物の相関図を見ながらこれ迄のVTRを流した。
モーニング娘。
- お弁当作りリベンジ編（2006年4月3日 - 7日） ※道重さゆみ
- 韓国語講座（2006年4月10日 - 13日） ※新垣里沙
- 巷で噂の看板娘（2006年4月14日 - 19日） ※田中れいな
- ヴィヴラホーンに挑戦（2006年4月20日 - 26日） ※小川麻琴
- 風水を学ぶ（2006年4月27日 - 5月3日） ※吉澤ひとみ
- ミュージカルのためのバレエほかのレッスン（2006年5月4日・5日）※高橋愛（ほかモーニング娘。、美勇伝全メンバー）

エルダークラブ
日常観察ショートドラマ〜絵流田4丁目の人々〜（2006年5月8日 -（下記の「娘DOKYU! EXTRA」放送日を除く）） ※エルダークラブ（安倍なつみ、飯田圭織、矢口真里、保田圭、後藤真希、メロン記念日、カントリー娘、松浦亜弥 ほか）、ハリセンボン、アップダウン竹森、カリカ林、バッドボーイズ清人、ピース、ジパング上陸作戦チャド ほか
娘DOKYU! EXTRA
2006年5月8日以降は密着ドキュメントが2週間に1回程度「娘DOKYU! EXTRA」として放送されている。
- モーニング娘。卒業発表（2006年5月16日） ※紺野あさ美、小川麻琴
- モーニング娘。ツアーでのラストステージ（2006年5月24日） ※紺野あさ美、小川麻琴
- Gatas Brilhantes H.P.卒業への思い（2006年6月7日） ※紺野あさ美
- 初勝利へ向けての練習（2006年6月21日）※メトロ ラビッツH.P
- 初勝利達成・小川ラストプレー（2006年7月5日）※メトロ ラビッツH.P
- Gatas Brilhantes H.P.でのラストプレー（2006年7月19日-20日） ※紺野あさ美
- Hello! Project 2006 Summer ワンダフルハートランド でのラストステージ（2006年7月25日 - 28日） ※紺野あさ美
- リボンの騎士ザ・ミュージカル緊迫の直前通し稽古に密着（2006年8月9日・10日）※高橋愛（ほかモーニング娘。、美勇伝全メンバー）
- リボンの騎士ザ・ミュージカルの千秋楽と小川麻琴のモーニング娘。卒業（2006年8月29日-9月1日）※小川麻琴（ほかモーニング娘。、美勇伝全メンバー）

## 主題歌

### オープニングテーマ
- （タイトル未詳） （2005年4月4日 - 7月1日）
- 『CIRCLES』 BT （2005年7月4日 - 9月30日）
- 『タイプライター』 ルロイ・アンダーソン （2005年10月3日 - 2006年1月6日）
- （タイトル未詳） （2006年1月9日 - 5月5日）
- （タイトル未詳） （2006年5月8日 - 9月29日）（絵流田4丁目の人々と娘DOKYU! EXTRAでは異なる曲が使用されている。）

### エンディングテーマ
- スッペシャル ジェネレ〜ション Berryz工房 （2005年4月4日 - 15日）
- 夢ならば 安倍なつみ （2005年4月18日 - 22日）
- 大阪 恋の歌 モーニング娘。 （2005年4月25日 - 5月20日）
- 紫陽花アイ愛物語 美勇伝 （2005年5月23日 - 27日）
- なんちゅう恋をやってるぅ YOU KNOW? Berryz工房 （2005年5月30日 - 7月1日）
- スッピンと涙。 後藤真希 （2005年7月4日 - 15日）
- 色っぽい じれったい モーニング娘。 （2005年7月18日 - 29日）
- 21時までのシンデレラ Berrz工房 （2005年8月1日 - 5日）
- ひとりじめ 美勇伝 （2005年8月8日 - 19日）
- 恋の花 安倍なつみ （2005年8月22日 - 9月2日）
- Missラブ探偵 W （2005年9月5日 - 16日）
- 気がつけば あなた 松浦亜弥 （2005年9月19日 - 30日）
- クレナイの季節 美勇伝 （2005年10月3日 - 21日）
- 好きすぎて バカみたい DEF.DIVA （2005年10月24日 - 11月4日）
- 直感2 〜逃した魚は大きいぞ!〜 モーニング娘。 （2005年11月7日 - 11日）
- ギャグ100回分愛してください Berryz工房 （2005年11月14日 - 2006年1月13日）
- 今にきっと…In My LIFE 後藤真希 （2006年1月16日 - 27日）
- 砂を噛むように…NAMIDA 松浦亜弥 （2006年1月30日 - 2月28日）
- SEXY BOY 〜そよ風に寄り添って〜 モーニング娘。 （2006年3月1日 - 31日）
- ジリリ キテル Berryz工房 （2006年4月3日 - 14日）
- スイートホリック 安倍なつみ （2006年4月17日 - 27日）
- 一切合切 あなたに§あ・げ・る♪ 美勇伝 （2006年5月1日 - 26日）
- ガラスのパンプス 後藤真希 （2006年5月29日 - 6月14日）
- Ambitious! 野心的でいいじゃん モーニング娘。 （2006年6月15日 - 30日）
- 恋☆カナ 月島きらり starring 久住小春 (モーニング娘。) （2006年7月3日 - 18日）
- ザ・ストレス 安倍なつみ（2006年7月19日 - 28日）
- 笑っちゃおうよ BOYFRIEND Berryz工房 （2006年7月31日 - 8月18日）
- Thanks! GAM （2006年8月21日 - 31日、9月11日 - 22日）
- 青空がいつまでも続くような未来であれ! モーニング娘。 （2006年9月1日）
- 大きな愛でもてなして ℃-ute （2006年9月4日 - 8日）
- うらら 中澤裕子 （2006年9月25日 - 29日）

## スタッフ
- 企画 - 橋山厚志、川口勇吉
- 構成 - 西秀進
- ナレーター - 熊谷聖香
- ヘアメイク - 竹邑事務所
- スタイリスト - 樋口栄子
- 技術 - 八峯テレビ
- 撮影 - スウィッシュ・ジャパン
- 照明 - プログレッソ
- 撮影協力 - ZOOプロ
- 編集 - 渡辺正宏、五郎丸亮（以上e-naスタジオ）
- 効果 - 久坂惠紹（戯音工房）
- AP - 新潟竜大（テレビ東京ミュージック）
- AD - 佐々木誠（エス・エス・エム）
- ディレクター - 相澤幸一（アクロ）
- プロデューサー - 両角誠（エス・エス・エム）、柴幸伸（テレビ東京）、北島英光（テレビ東京ミュージック）
- 企画協力 - アップフロントワークス
- 制作協力 - エス・エス・エム、アップフロントエージェンシー（現：アップフロントプロモーション）
- 製作著作 - テレビ東京、テレビ東京ミュージック

### 過去のスタッフ
- 企画 - 瀬戸由紀夫
- 構成 - 遠藤敬
- ナレーター - 後藤啓太、水野樹里
- スタイリスト - 馳尾潤子、岩田真紀
- 編集 - 杉原丈司、岡本広（以上共同テレビ）、堀内雅也、諸沢智浩、青沼毅、二ッ神実（以上e-naスタジオ）
- AD - 三宅康仁、アルバ中野

## DVD
基本的に、企画ものの放送だけがDVDに収録されており、追跡ドキュメントは石川卒業企画とキックベースボールを除いて収録されていない。
2巻単位の同時発売となっており、パッケージデザインも2巻単位で同じになっている。またそれぞれの巻に収録されている特典未公開映像は同時発売のもう一方の側のDVDに収録されている本放送に対応する未公開映像が収録されている。第3クールを収録したVol.3およびVol.4は1人のメンバーが出した課題（テーマ）を次のメンバーが実行するという形になっていたためDVDにも放送順そのままで収録されているが、それ以外は放送の順序とDVD収録の順番は一致しない。
- 娘DOKYU! 〜1st Season〜 Vol.1（Zetima、2005年12月14日発売）
  - 高橋愛 春の公園散歩（2005年4月4日・6日・7日放送分）
  - 田中れいな  高尾山の自然水でそば作り（2005年5月23日・25日・6月9日-14日放送分）
  - 嗣永桃子、熊井友理奈 カレー・バームクーヘン作り（2005年4月28日・29日・5月4日 - 6日放送分）
  - 三好絵梨香、岡田唯 海釣りと魚料理に挑戦（2005年4月22日・26日・5月2日 - 4日放送分）
  - 亀井絵里 鎌倉1人旅〜座禅&和菓子作り〜（2005年4月11日・14日・15日・20日・21日放送分）
  - 道重さゆみ 子供たちとのふれあい（2005年4月5日・7日・8日・19日放送分）
  - ナイショ話集
  - 未公開映像（Vol.2収録分）
- 娘DOKYU! 〜1st Season〜 Vol.2（Zetima、2005年12月14日発売）
  - 紺野あさ美 パン作り・お菓子作り（2005年4月12日・13日・18日・25日・27日放送分）
  - 新垣里沙 築地市場で食材探し&屋形船でもんじゃ焼き作り（2005年6月23日・24日・27日・28日放送分）
  - 小川麻琴 ストンプ・ビバップに挑戦（2005年6月20日 - 22日・6月29日 - 7月1日放送分）
  - 石川梨華 日本武道館コンサートでの初舞台と「娘。」卒業（2005年5月9日 - 17日放送分）
  - 夏焼雅、菅谷梨沙子 ふれあい体験&クッキー・アイスクリーム作り（2005年5月26日 - 27日・6月15日 - 17日放送分）
  - ナイショ話集
  - 未公開映像（Vol.1収録分）
- 娘DOKYU! 〜2nd Season〜 Vol.3（Zetima、2006年7月26日発売）
  - 新垣里沙 フリースロー勝負・コンサート写真集紹介（2005年10月3日 - 7日放送分）
  - 高橋愛 早口言葉 ・ 故郷の人々と福井弁でトーク（2005年10月7日 ・ 10月10日 - 14日放送分）
  - 紺野あさ美 たこ焼き作り・得意な話題で早口トーク（2005年10月14日 ・ 10月17日 - 21日放送分）
  - 道重さゆみ 昔の写真披露 ・ 弁当作り（2005年10月24日 - 28日 ・10月31日 - 11月1日放送分）
  - 亀井絵里 弁当試食 ・ 一発ギャグ（2005年11月1日 - 4日 ・ 11月7日 - 8日放送分）
  - 未公開映像（Vol.4収録分）
- 娘DOKYU! 〜2nd Season〜 Vol.4（Zetima、2006年7月26日発売）
  - 久住小春 特技を披露 ・ ミラクルを起こす（2005年11月23日 - 29日放送分）
  - 藤本美貴 英会話・手作り紙芝居（2005年11月29日 - 12月9日放送分）
  - 田中れいな 多くの絶叫マシーンに乗る（2005年12月9日 - 16日放送分）
  - 小川麻琴 特製カレー作り（2005年12月16日 - 22日放送分）
  - 吉澤ひとみ 女性らしいことに挑戦（2005年12月22日 - 2006年1月6日放送分）
  - 未公開映像（Vol.3収録分）
- 娘DOKYU! 〜3rd Season〜 Vol.5（Zetima、2006年10月18日発売）
  - 道重さゆみ お弁当作りリベンジ編（2006年4月3日 - 7日放送分）
  - 田中れいな 巷で噂の看板娘（2006年4月14日 - 19日放送分）
  - メトロ ラビッツH.P追跡ドキュメント
  - 未公開映像（Vol.6収録分）
- 娘DOKYU! 〜3rd Season〜 Vol.6（Zetima、2006年10月18日発売）
  - 吉澤ひとみ 風水を学ぶ（2006年4月27日 - 5月3日放送分）
  - 小川麻琴 ヴィヴラホーンに挑戦（2006年4月20日 - 26日放送分）
  - 藤本美貴 英語の歌に挑戦（2006年2月10日・17日 - 24日放送分）
  - 新垣里沙 韓国語講座（2006年4月10日 - 13日放送分）
  - 未公開映像（Vol.5収録分）
- 娘DOKYU! 〜絵流田4丁目の人々〜 Vol.1（Zetima、2007年6月13日発売）
- 娘DOKYU! 〜絵流田4丁目の人々〜 Vol.2（Zetima、2007年6月13日発売）
- 娘DOKYU! 〜絵流田4丁目の人々〜 Vol.3（Zetima、2007年7月4日発売）
  - いずれも本編の他未公開映像やNG集を収録